# 보디스

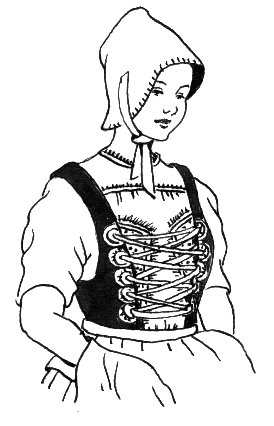
보디스

보디스(영어: Bodice)는 유럽에서 전통적으로 여성이 입는 상의이다. 목에서부터 허리까지 몸통에 꼭 맞춰 끈을 조여 입는 형태로 되어있다. 일반적으로 16~18세기 유럽에서 흔히 볼 수 있는 특정 유형의 상의를 지칭하거나, 스커트 및 소매와 구별하기 위해 현대 드레스의 윗부분을 지칭한다. bodice라는 명칭은 어원적으로 "body"의 잘못된 복수 철자법이며 한 쌍의 몸체(pair of bodies) 라고 불리는 오래된 의복에서 유래되었다.

## 같이 보기
- 디른들
- 코르셋